# Лъка (Костурско)
Вижте пояснителната страница за други значения на Лъка.
Лъка, още Лънка или Лънга (изписване до 1945 година: Лѫка, на гръцки: Λάκκα), е бивше село в Егейска Македония, Република Гърция, в дем Костур, област Западна Македония.

## География
Лъка е било разположено северно от Костурското езеро, на 3 km северозападно от Тихолища (Тихио) и на 3 km югоизточно от Шестеово, в югоизточното подножие на хълма, на който е средновековната крепост Градище, идентифицирана с града Лонга или Лонгос, споменаван от средновековните автори.

## История
Селището е основано в края на византийската епоха и началото на османската. Споменато е от Франсоа Пуквил в „Пътешествия в Гърция“ като българско село:
| „ | Първата ми екскурзия беше до планината Бора. Имах само двама въоръжени мъже като ескорт, с които пътувах по пътя за Монастир или Битоля, столицата на Румелия или Цизаксийска Македония, когато напуснах село Лонга, разположено на върха на планината Саракина. Вече не можех да разговарям със селяните, които срещахме, които в по-голямата си част са българи; и това обстоятелство почти ме накара още в самото начало да изоставя начинанието си. Но първата крача беше направена, моите причини можеха да се разтълкуват доста различно; и гордостта, която понякога ни кара да правим много глупави неща, има този път щастлив успех. Спуснахме се от височините на Лонга за две мили до Висани, оставяйки село Систево три четвърти лига на запад. | “ |

Селото е изоставено преди 1880 година поради свлачища и наводнения от реката, която се спуска от Вишени, както поради разграбване от албански банди. Според Тодор Симовски селото се разпада в немирните години на XVIII век и жителите му заедно с тези от Старо Тихолища основават новото село Тихолища.
Западно от Тиолища е запазена църквата на Лъка „Свети Атанасий“ от 1858 година.